# Enyalioides
Enyalioides is een geslacht van hagedissen uit de familie Hoplocercidae.

## Naam en indeling
De wetenschappelijke naam van de groep werd voor het eerst voorgesteld door George Albert Boulenger in 1885.
Er zijn vijftien verschillende soorten, inclusief de pas in 2015 beschreven soorten Enyalioides altotambo, Enyalioides anisolepis en Enyalioides sophiarothschildae''.

### Soorten
Het geslacht omvat de volgende soorten, met de auteur en het verspreidingsgebied.
| Naam                           | Auteur                                                           | Verspreidingsgebied                 |
| ------------------------------ | ---------------------------------------------------------------- | ----------------------------------- |
| Enyalioides altotambo          | Torres-Carvajal, Venegas & de Queiroz, 2015                      | Ecuador                             |
| Enyalioides anisolepis         | Torres-Carvajal, Venegas & de Queiroz, 2015                      | Ecuador, Peru                       |
| Enyalioides azulae             | Venegas, Torres-Carvajal, Duran & de Queiroz, 2013               | Peru                                |
| Enyalioides binzayedi          | Venegas, Torres-Carvajal, Duran & de Queiroz, 2013               | Peru                                |
| Enyalioides cofanorum          | Duellman, 1973                                                   | Colombia, Ecuador, mogelijk in Peru |
| Enyalioides heterolepis        | Bocourt, 1874                                                    | Ecuador, Colombia, Panama           |
| Enyalioides laticeps           | Guichenot, 1855                                                  | Brazilië, Colombia, Ecuador, Peru   |
| Enyalioides microlepis         | O’Shaughnessy, 1881                                              | Ecuador, Colombia, Peru             |
| Enyalioides oshaughnessyi      | Boulenger, 1881                                                  | Colombia, Ecuador                   |
| Enyalioides palpebralis        | Boulenger, 1883                                                  | Bolivia, Brazilië, Peru             |
| Enyalioides praestabilis       | O’Shaughnessy, 1881                                              | Ecuador, Colombia, Peru             |
| Enyalioides rubrigularis       | Torres-Carvajal, de Queiroz & Etheridge, 2009                    | Ecuador                             |
| Enyalioides rudolfarndti       | Venegas, Duran, Landauro & Lujan, 2011                           | Peru                                |
| Enyalioides sophiarothschildae | Torres-Carvajal, Venegas & de Queiroz, 2015                      | Peru                                |
| Enyalioides touzeti            | Torres-Carvajal, Almendáriz, Valencia, Yúnez-Muños & Reyes, 2008 | Ecuador, mogelijk in Peru           |

## Uiterlijke kenmerken

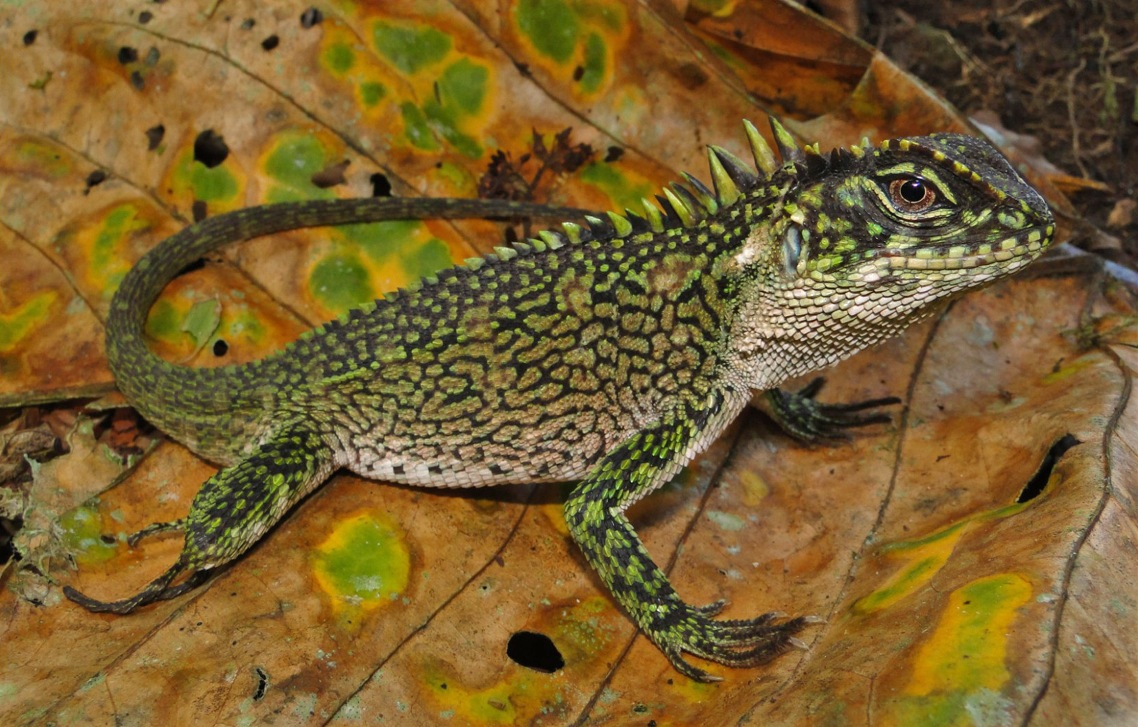
Enyalioides binzayedi, holotype.

De hagedissen hebben een relatief grote kop met een goed ontwikkelde rugkam die voorzien is van puntige stekels. De lichaamslengte is ongeveer tien tot vijftien centimeter, de staart is meer dan twee keer zo lang als het lichaam.

## Verspreiding en habitat
Alle soorten komen voor het noorden van Zuid-Amerika en leven in de landen Bolivia, Brazilië, Colombia, Ecuador, Panama en Peru.
De habitat bestaat uit tropische en subtropische bossen, vooral in bergbossen komen veel soorten voor. Alle soorten zijn goede klimmers die in bomen en hogere struiken leven.

## Beschermingsstatus
Door de internationale natuurbeschermingsorganisatie IUCN is aan elf soorten een beschermingsstatus toegewezen. Negen soorten worden beschouwd als 'veilig' (Least Concern of LC) en de soorten Enyalioides oshaughnessyi en Enyalioides rubrigularis worden gezien als 'kwetsbaar' (Vulnerable of VU).